# オードリー・ウェルズ
オードリー・ウェルズ（Audrey Wells, 1960年4月29日 - 2018年10月4日）は、アメリカの映画監督。

## 略歴
サンフランシスコ生まれ。カリフォルニア大学バークレー校を卒業後、カリフォルニア大学ロサンゼルス校の映画学科に進み修士号を取得。脚本家として「好きと言えなくて」や「キッド」の脚本などを手がける。
1999年監督デビュー作「写真家の女たち」でサンダンス映画祭最優秀脚本賞とドーヴィル映画祭の審査員賞特別賞を受賞。
2018年10月4日、癌のためカリフォルニア州のサンタモニカにて死去。58歳没。

## 主な作品
- 好きと言えなくて -The Truth About Cats & Dogs （1995年、脚本）
- 写真家の女たち -Guinevere（1999年、監督・脚本）
- キッド -The Kid （2000年、脚本）
- トスカーナの休日 -Under the Tuscan Sun （2003年、監督、脚本）
- Shall We Dance? シャル・ウィ・ダンス? -Shall We Dance （2004年、脚本）
- モダン・ラブ 〜今日もNYの街角で〜 Modern Love (2019年、テレビシリーズ、脚本)